# Глибоко непружне розсіяння

Фейнманівська діаграма основного члена в теорії збурень, що дає вклад у глибоко непружне розсіяння

Глибоко непружне розсіяння — методика дослідження внутрішнього складу адронів за допомогою розсіяння лептонів: електронів, мюонів або нейтрино. За своєю ідеологією глибоко непружне розсіяння нагадує резерфордівське, однак воно є непружним — пробна частинка втрачає значну частину енергії.
Експерименти з глибоко непружного розсіяння в 1960-тих підтвердили гіпотезу про складну будову адронів. Гіпотетичні складові частинки адронів отримали назву партонів, а пізніше були ідентифіковані з кварками.
За піонерські дослідження глибоко непружного розсіяння Джером Фрідман, Генрі Кендалл та Річард Тейлор отримали Нобелівську премію з фізики за 1990.